# Lasiochira rosataenia
Lasiochira rosataenia is een vlinder uit de familie sikkelmotten (Oecophoridae). De wetenschappelijke naam van de soort is voor het eerst geldig gepubliceerd in 2014 door A.H. Yin, Shu-xia Wang & Kyu-Tek Park.

## Type
- holotype: "female,19VII.-5VIII.2010, leg. Bae and Vi. genitalia slide No. YAH13042"
- instituut: INU, Incheon, Korea
- typelocatie: "Vietnam, Hanoi Province, NP. Bavi (top)"